# Temporada 2020-2021 del RCD Espanyol
Dades de la temporada 2020-2021 del RCD Espanyol.

## Fets destacats
- 6 d'agost de 2020: Vicente Moreno és presentat com a nou entrenador de l'Espanyol.[3]
- 18 d'octubre de 2020: Rayo Vallecano 1 - Espanyol 0, fi a la imbatibilitat del RCD Espanyol a Segona Divisió amb 538 minuts de Diego López, superant el rècord de Tommy N'Kono, que el tenia en 473 minuts.[4]
- 8 de maig de 2021: Saragossa 0 - Espanyol 0, el club assoleix l'ascens matemàtic a Primera.[5]
- 30 de maig de 2021: Alcorcón 1 - Espanyol 0, l'Espanyol es proclama campió de Segona Divisió.[6]

## Resultats i Classificació
- Lliga d'Espanya (2a Divisió): Campió  amb 82 punts (42 partits, 24 victòries, 10 empats, 8 derrotes, 71 gols a favor i 28 en contra).
- Copa d'Espanya: Setzens de final. Eliminà la UE Llagostera (0-1) i el Burgos CF (0-2). Eliminat pel CA Osasuna a setzens de final (0-2).

## Plantilla
A de 22 de juliol de 2021
| P   | D  | Jugador                     | Lliga | Lliga | Copa d'Espanya | Copa d'Espanya |
| P   | D  | Jugador                     | PJ    | G     | PJ             | G              |
| --- | -- | --------------------------- | ----- | ----- | -------------- | -------------- |
| POR | 13 | Diego López (2n capità)     | 40    | -25   | -              | -              |
| POR | 1  | Oier Olazábal               | 2     | -3    | 3              | -2             |
| DEF | 4  | Leandro Cabrera (3r capità) | 38    | -     | 1              | -              |
| DEF | 3  | Adrià Pedrosa               | 32    | 1     | 1              | -              |
| DEF | 27 | Óscar Gil                   | 32    | 1     | 1              | -              |
| DEF | 5  | Fernando Calero             | 28    | 1     | 3              | -              |
| DEF | 17 | Dídac Vilà                  | 19    | -     | 3              | -              |
| DEF | 2  | Miguelón                    | 19    | -     | 2              | -              |
| DEF | 6  | Lluís López                 | 18    | -     | 2              | -              |
| DEF | 40 | Omar El Hilali              | 3     | -     | -              | -              |
| DEF | 31 | Ricard Pujol                | -     | -     | 1              | -              |
| MIG | 10 | Sergi Darder                | 40    | 6     | 1              | -              |
| MIG | 15 | David López ( capità)       | 37    | 1     | -              | -              |
| MIG | 8  | Fran Mérida                 | 36    | 1     | 3              | -              |
| MIG | 33 | Nico Melamed                | 33    | 6     | 3              | -              |
| MIG | 14 | Óscar Melendo               | 28    | 2     | 1              | -              |
| MIG | 20 | Keidi Bare                  | 27    | -     | 2              | -              |
| MIG | 26 | Pol Lozano                  | 24    | -     | 2              | -              |
| MIG | 22 | Matías Vargas               | 21    | -     | 3              | -              |
| MIG | 19 | Álvaro Vadillo              | 12    | -     | 2              | -              |
| MIG | 21 | Marc Roca                   | 2     | -     | -              | -              |
| MIG | 18 | Álex López                  | -     | -     | 1              | -              |
| DAV | 23 | Adri Embarba (4t capità)    | 38    | 9     | 2              | -              |
| DAV | 11 | Raúl de Tomás               | 37    | 23    | 1              | -              |
| DAV | 9  | Javier Puado                | 37    | 12    | 2              | 1              |
| DAV | 7  | Wu Lei                      | 31    | 2     | 3              | 1              |
| DAV | 18 | Landry Dimata               | 19    | 5     | -              | -              |
| DAV | 24 | Víctor Campuzano            | 4     | -     | 1              | -              |
| DAV | 29 | Jofre Carreras              | 3     | -     | 2              | -              |
| DAV | 39 | Max Svensson                | 2     | -     | 2              | 1              |

Els equips espanyols estan limitats a tenir en la plantilla un màxim de tres jugadors sense passaport de la Unió Europea. La llista inclou només la principal nacionalitat de cada jugador; alguns jugadors no europeus tenen doble nacionalitat d'algun país de la UE:

### Cessions
| N. | Pos. | Nac. | Jugador                                          |
| -- | ---- | --- | ------------------------------------------------ |
| —  | POR  | [[Fitxer:Flag of Spain.svg\|23x15px\|border \|alt=Espanya\|link=Selecció de futbol d'Espanya\|{{#if:\|]]          | Adrián López (a l'Hèrcules CF fins 30 juny 2021) |
| —  | DEF  | [[Fitxer:Flag of Catalonia.svg\|23x15px\|border \|alt=Catalunya\|link=Selecció de futbol de Catalunya\|{{#if:\|]] | Víctor Gómez (al CD Mirandés fins 30 juny 2021)  |
| —  | DAV  | [[Fitxer:Flag of Morocco.svg\|23x15px\|border \|alt=Marroc\|link=Selecció de futbol del Marroc\|{{#if:\|]]        | Moha (al CD Mirandés fins 30 juny 2021)          |

### Equip tècnic
- Entrenador:  Vicente Moreno
- Entrenador assistent:  Daniel Alberto Pendín Sánchez
- Entrenador assistent:  Toni Borrell Fabré
- Entrenador assistent:  Tommy N'Kono
- Analista:   Ramon Alturo Pons
- Entrenador de porters:  Jesús Salvador Garrido
- Doctor:  Misael Rivas López
- Doctor:  Narciso Amigó de Bonet
- Preparador físic:  Daniel Jesús Pastor Bejarano